# Németh Emília
Várady Ferencné Németh Emilia (Szatmárnémeti, 1831 – Budapest, 1917. április 2.) színésznő. Várady Ferenc felesége.

## Életútja
Nemes táblabírói családból származott, atyja Németh Sámuel ügyvéd volt, anyja Szathmári Erzsébet. Korán jutott árvaságra. Édesanyját már 14 éves korában elvesztette és ez időtől kezdve ő vezette atyja háztartását. Hamar megszokta tehát az önállóságot. 16 éves korában elvesztette édesatyját is és teljes árvaságra jutott. Még atyja életében műkedvelő előadásokban vett részt, ahol megnyilatkoztak színészi képességei. 17 éves korában már a szatmári színtársulat tagja; itt megismerkedett Várady Ferenccel, a kiváló fiatal jellemszínésszel, a későbbi igazgatóval, félév múlva felesége lett 1849-ben. Kiváló komika, kitűnő háziasszony és gazdaasszonyságáról volt nevezetes (leányai szintén); vendégszerető asztaluknál minden átutazó színész szívesen látott vendég volt. E. Kovács Gyula és Molnár György, a nagynevű tragikus színészek, társulatuknál való vendégszereplésük alkalmával, valamint a többi vendégszereplő művészek, állandóan asztaluk vendégei voltak. Mint színésznő és igazgatóné 40 esztendeig osztotta meg férjével a színészi és igazgatói gondokat, míg belefáradva a küzdelmekbe, visszavonultak Székelyhídra, ahol szerény nyugdíjukból közbecsülésben éltek. Férjét túlélte 25 évvel. Utolsó éveit Budapesten élte le két leányánál felváltva: Rózsánál, Heltai Nándornénál és Ibolyánál, Orbán Árpádnénál. Halálát végkimerülés okozta. A Farkasréti temetőben alussza örök álmát.